# Four Great Women and a Manicure
Four Great Women and a Manicure, titulado Cuatro grandes mujeres y manicures en Hispanoamérica y Cuatro grandes mujeres y una manicura en España, es el vigésimo episodio de la vigésima temporada de la serie de televisión de dibujos animados Los Simpson, emitido originalmente por Fox, en Estados Unidos, el 10 de mayo de 2009, el 30 de agosto de 2009 en Hispanoamérica y en España el 20 de enero de 2010. El episodio fue escrito por Valentina L. Garza y dirigido por Raymond S. Persi. Jodie Foster fue la estrella invitada, dándole voz a Maggie Simpson, quien tiene un discurso hacia el final del episodio.
En este capítulo se aprecia la ausencia de Bart Simpson.

## Sinopsis
Marge, Maggie y Lisa visitan un salón de manicura, donde entablan un enérgico debate sobre si las mujeres pueden ser inteligentes, poderosas y hermosas a lo largo de la historia.

### Queen Elizabeth I
Varios hombres se quieren casar con «La Reina Isabel» (Selma Bouvier), cuando va el Rey Julio de España. La Reina lo rechaza, y el Rey Julio como venganza arma una flota llamada «La Armada Invencible». Mientras tanto, Sir Walter Raleigh (Homer), se enamora de La Señora en Espera (Marge). Éste incendia accidentalmente la única nave de la que dispone la Armada Británica que, a la deriva, va a estrellarse contra la Armada española, provocando su destrucción absorbida por el fuego. La Reina Isabel le dice a los hombres, «No necesito un hombre si tengo a Inglaterra».

### Snow White
Lisa cuenta la historia de Blanca Nieves pero un abogado le dice que «Blanca Nieves y los Siete Enanos» son propiedad de Disney Corporation. Así que ella hace su propia versión de los 7 Enanos llamados: Asqueroso (Moe), Alcohólico (Barney), Hambriento (Homer Simpson), Codicioso (Sr. Burns), Lenny (Lenny), Kearney (Kearney) y «Doc»-tor Hibbert (Doctor Hibbert). Cuando una reina malvada (Lindsey Naegle) aprende gracias a la magia de la Televisión HD que Blanca Nieves (Lisa) es más joven y bella que ella, la reina envía al cazador (Willie) para asesinar a Blanca Nieves. Willie el cazador no puede matarla, así que le dice lo que le va a pasar. Blanca Nieves huye al bosque, buscando refugio en la cabaña de los enanos. Ella mantiene la casa para ellos mientras trabajan en las minas, pero la reina malvada, disfrazada como una anciana, le lleva una manzana para que coma, pero como se niega, se la da a la fuerza y Blanca Nieves muere. Ella escapa pero los enanos ven lo que hizo, así que la golpean un grupo de furiosos animales del bosque.
Lisa termina el cuento diciendo que Blanca Nieves no necesitó a un hombre para despertar, porque la revive una doctora.

### Lady Macbeth
Homer se pone triste porque no tiene el papel principal de Macbeth, así que Marge lo convence para asesinar al actor Sideshow Mel que es el actor principal. Homer mata a Sideshow Mel, pero su actuación recibe comentarios desfavorables. Furiosa, Marge le da la orden para proseguir su matanza hasta que él quede como protagonista principal. Los fantasmas de los otros actores vienen a Marge acusándola de ser ella quien quería el papel para Homer, y la asesinan. Homer, como Macbeth, da una actuación excelente para todos los papeles. Al final, el fantasma de Marge le dice que él haría todos los papeles de las obras de Shakespeare y Homer se mata al imaginar todos los papeles que tendría que hacer.

### Maggie Roark
El esplendor de arquitecta de Maggie Simpson es arruinado por un profesor malvado de kindergarden (Ellsworth Toohey) quien anima solo a la conformidad. Ella construye varios edificios famosos (como el Taj Mahal de India y el Nido del Pájaro en Beijing, China) de bloques y otros juguetes, todo lo cual es destruido por Toohey que desaprueba sus creaciones desconociendo que son mejores que la de los otros niños. Durante un Día de los Padres en la Guardería Mediocri-Tots, Maggie deslumbra a cada uno con su interpretación del Edificio Empire State y termina enjuiciada para expresarse. Durante el juicio, Maggie (con voz de Jodie Foster en la versión original) se defiende declarando que la gente creativa de su tiempo nunca ha comprometido su talento por otros y tampoco ella. Años más tarde, muestran a Maggie como una arquitecta que abre un centro de guardería dedicado a que expresen los bebés, pero la historia es interrumpida cuando Marge detiene a Maggie que estaba pintando la La noche estrellada de Van Gogh, sobre la pared del salón de uñas.